# Стожари (пісня)
Стожари — пісня, написана в 1979 році та вперше виконана Назарієм Яремчуком на музику Павла Дворського та слова Володимира Кудрявцева.

## Історія написання
Пісня написана в 1979 році. Якось Назарій звернувся до свого товариша по ансамблю «Смерічка» Павла Дворського і запропонував написати нову пісню. Як тепер згадує композитор, він спочатку розгубився, але, як не дивно, мелодія сама з’явилася у його думках. «Мені було всього 25 років, я був не одружений. І звичайно, що я хотів знайти ту дівчину, єдину, і мабуть от те юначе кохання, юнача мрія вилилася в душевну, ліричну мелодію», — розповідав Павло Дворський. А от за віршами Дворський звернувся до на той час вже знаного поета Володимира Кудрявцева. І ніхто тоді не знав, що з цього і розпочнеться їхня справжня чоловіча дружба. Вірші поет присвятив своїй другій дружині, італійській красуні Діані, яка була молодшою за нього на 17 років.

## Слова пісні
Був зорепад і зелен сад

І ми були у парі.

По тім саду без тебе йду,

Коли горять стожари.
Приспів:

Гей, ви, стожари, мені насняться ваші чари,

Так хочу стріти кохання наяву.

Так чом, стожари, ви знов заходите за хмари,

Коли я з вами і мрію, і живу, живу?
Як маків цвіт в полях горить, –

Так зорі квітнуть ясно.

Впаде зоря і вмить згора,

Моя ж любов не згасне.
Зірки горять, а де ж зоря,

Що долею озветься?

Я кличу знов свою любов,

Вона навіки в серці.